# هیسایوشی اوگورا
هیسایوشی اوگورا (انگلیسی: Hisayoshi Ogura؛ زادهٔ ۲ آوریل ۱۹۵۹) آهنگساز اهل ژاپن است.